# Kassy
Kassy（カッシー、山口 由興（やまぐち ゆき）、1975年11月28日 - ）は日本の女性マジシャン。山形県出身。有限会社魔法招会の代表取締役社長を務める。
潰瘍性大腸炎を患っており、2009年時点では症状は薬で比較的安定しているが、寝不足や疲れから悪化して入院することもある。ステージに立つ際には、痛み止めを注射することもある。長女の円音（まどか）も、マジシャンとして活動している。
東日本大震災後は防災、救急措置に関する公益社団法人の認定資格を取得し、自治体などの防災イベントに関わることも多い。
三雲社が発行する『CCJAPAN』に「ママドルKASSYのまじかるルーム」を連載中。